# Kissakarit (ö i Egentliga Tavastland)
Kissakarit är en ö i Finland. Den ligger i sjön Renkajärvi och i kommunen Hattula i den ekonomiska regionen  Tavastehus ekonomiska region  och landskapet Egentliga Tavastland, i den södra delen av landet, 100 km nordväst om huvudstaden Helsingfors. Notera att namnet antyder att det är fråga om flera öar.